# Saluda (Caroline du Nord)
Pour les articles homonymes, voir Saluda.
Saluda est une ville américaine située dans les comtés Polk et Henderson dans l'État de Caroline du Nord. En 2010, sa population était de 713 habitants.

## Démographie
| 1900 | 1910 | 1920 | 1930 | 1940 | 1950 |
| ---- | ---- | ---- | ---- | ---- | ---- |
| 211  | 235  | 549  | 558  | 539  | 547  |

| 1960 | 1970 | 1980 | 1990 | 2000 | 2010 |
| ---- | ---- | ---- | ---- | ---- | ---- |
| 570  | 546  | 607  | 488  | 575  | 713  |

## Traduction
- (en) Cet article est partiellement ou en totalité issu de l’article de Wikipédia en anglais intitulé « Saluda, North Carolina » (voir la liste des auteurs).